# Pôle d'activité de soins adaptés
Le Pôle d'activité de soins adaptés ou PASA est un espace aménagé dans certains EHPAD destiné à l'accueil de résidents atteints de maladie neurodégénérative durant la journée contrairement à l'unité d'hébergement renforcé qui accueille jour et nuit les résidents. Les résidents venant au PASA ont des troubles cognitifs modérés. Ce pôle agit comme un Hôpital de jour. 
Le PASA peut accueillir jusqu'à 14 résidents maximum. 
L'équipe soignante est composée d'un médecin gériatre, d'infirmières, d'assistantes de soins en gérontologie ou aides-soignantes, d'une ergothérapeute, d'une psychologue.
Le PASA propose des activités thérapeutiques aux résidents permettant aux résidents de se sentir comme à la maison. 
Les activités peuvent être cuisine, préparer la table, le jardinage... mais aussi le chant, la réminiscence, la peinture...